# Chevregny
Chevregny és un municipi francès situat al departament de l'Aisne i a la regió dels Alts de França. L'any 2007 tenia 195 habitants.

## Demografia

### Població
El 2007 la població de fet de Chevregny era de 195 persones. Hi havia 72 famílies de les quals 20 eren unipersonals (8 homes vivint sols i 12 dones vivint soles), 12 parelles sense fills, 36 parelles amb fills i 4 famílies monoparentals amb fills.
La població ha evolucionat segons el següent gràfic:
Habitants censats

### Habitatges
El 2007 hi havia 97 habitatges, 77 eren l'habitatge principal de la família, 7 eren segones residències i 12 estaven desocupats. Tots els 95 habitatges eren cases. Dels 77 habitatges principals, 69 estaven ocupats pels seus propietaris, 5 estaven llogats i ocupats pels llogaters i 3 estaven cedits a títol gratuït; 3 tenien dues cambres, 13 en tenien tres, 14 en tenien quatre i 47 en tenien cinc o més. 35 habitatges disposaven pel capbaix d'una plaça de pàrquing. A 30 habitatges hi havia un automòbil i a 34 n'hi havia dos o més.

### Piràmide de població
La piràmide de població per edats i sexe el 2009 era:
| Homes | Edats   | Dones |
| ----- | ------- | ----- |
| 0     | 95 o +  | 0     |
| 0     | 90 a 94 | 4     |
| 0     | 85 a 89 | 4     |
| 0     | 80 a 84 | 4     |
| 8     | 75 a 79 | 4     |
| 4     | 70 a 74 | 16    |
| 0     | 65 a 69 | 0     |
| 0     | 60 a 64 | 0     |
| 0     | 55 a 59 | 0     |
| 0     | 50 a 54 | 4     |
| 12    | 45 a 49 | 4     |
| 20    | 40 a 44 | 12    |
| 12    | 35 a 39 | 12    |
| 4     | 30 a 34 | 4     |
| 0     | 25 a 29 | 0     |
| 4     | 20 a 24 | 8     |
| 12    | 15 a 19 | 4     |
| 8     | 10 a 14 | 20    |
| 8     | 5 a 9   | 4     |
| 0     | 0 a 4   | 4     |

## Economia
El 2007 la població en edat de treballar era de 131 persones, 93 eren actives i 38 eren inactives. De les 93 persones actives 90 estaven ocupades (53 homes i 37 dones) i 3 estaven aturades (1 home i 2 dones). De les 38 persones inactives 10 estaven jubilades, 18 estaven estudiant i 10 estaven classificades com a «altres inactius».

### Ingressos
El 2009 a Chevregny hi havia 73 unitats fiscals que integraven 197 persones, la mediana anual d'ingressos fiscals per persona era de 18.811 €.

### Activitats econòmiques
Dels 5 establiments que hi havia el 2007, 1 era d'una empresa alimentària, 1 d'una empresa de construcció, 1 d'una empresa de comerç i reparació d'automòbils, 1 d'una entitat de l'administració pública i 1 d'una empresa classificada com a «altres activitats de serveis».
L'únic establiment comercial que hi havia el 2009 era una fleca.

## Poblacions properes
El següent diagrama mostra les poblacions més properes.